# اشکفت آهو بستک
اشکفت آهوی بستک مربوط به دوران نوسنگی در استان هرمزگان، ۵/۴ کیلومتری شمال شهر بستک و در شمال روستای مغدان در رشته‌کوه‌های گاوبست در ارتفاع حدود دوهزار متری واقع شده‌است. قدمت اشکفت آهوی بستک حدود ۷۰۰۰-۶۰۰۰ پیش از میلاد تخمین زده شده است. این اثر در تاریخ ۲۴ اسفند ۱۳۸۴ با شمارهٔ ثبت ۱۵۳۵۹ به‌عنوان یکی از آثار ملی ایران به ثبت رسیده‌است.
نقوش انسانی و حیوانی موجود در اشکفت آهو به حدود هزاره سوم پیش از میلاد می‌رسد. بنا به نظریه پژوهشگران نقوش انسانی و حیوانی به‌صورت استلیزه هستند و عموماً به موضوع شکار، ازجمله نقش شکارچیان مرد با تیر و کمان، حیوانات شامل روباه، پلنگ و آهو می‌پردازند. در کنار نقش‌های یادشده، سه نقش کف دست نیز دیده می‌شود که مشابه آن در بسیاری از غارهای پیش از تاریخی به‌دست آمده‌است. نقوش این غار قابل مقایسه با غارهای دوشه و میرملاس در لرستان و بادافشان و برنطین در استان هرمزگان است.اشکفت در گویش محلی به معنی غار و بریدگی کوه که قابل سکونت باشد، بوده‌است.به لحاظ جغرافیایی اشکفت آهو جان پناهی است به طول ۹۱۰ سانتی‌متر، با حداکثر ارتفاع ۲۵۰ سانتی‌متر و حداکثر عمق ۲۷۵ سانتی‌متر در رشته کوه‌هایی از امتداد زاگرس بنام کوه گاوبست در ۴‎/۵ کیلومتری شمال شهر بستک در روستای مغدان استان هرمزگان.